# 比西拉佩勒 (涅夫勒省)
比西拉佩勒（法語：Bussy-la-Pesle，法語發音：[bysi la pɛl]）是法国涅夫勒省的一个市镇，属于克拉姆西区。

## 地理
比西拉佩勒（47°15'53"N, 3°28'28"E）面积5.15 平方千米，位于法国勃艮第-弗朗什-孔泰大區涅夫勒省，该省份为法国中部省份，北至约讷省，西北接卢瓦雷省，西接谢尔省，南至阿列省，东南接索恩-卢瓦尔省，东临科多尔省。
与比西拉佩勒接壤的市镇（或旧市镇、城区）包括：伯夫龙河畔布里农、尚帕勒芒、尚普兰、舍瓦讷-尚日、讷伊。

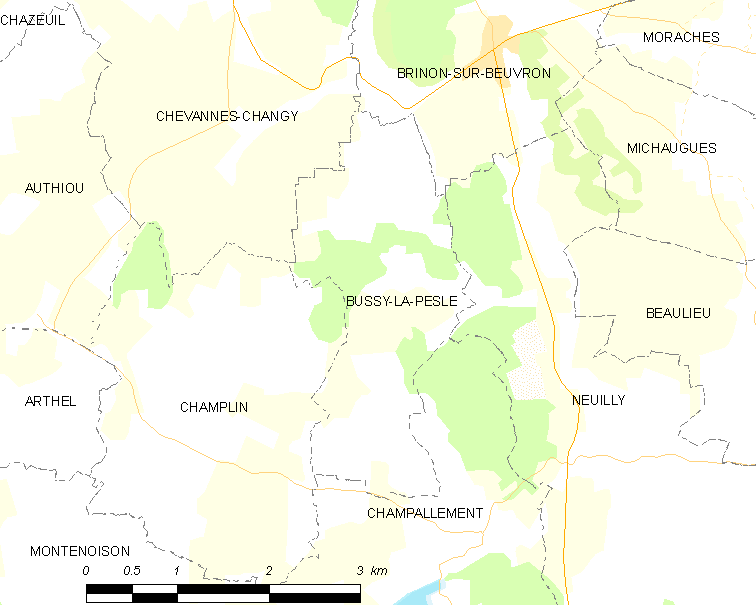
的OSM定位图

比西拉佩勒的时区为UTC+01:00、UTC+02:00（夏令时）。

## 行政
比西拉佩勒的邮政编码为58420，INSEE市镇编码为58043。

## 政治
比西拉佩勒所属的省级选区为科尔比尼县。

## 人口

1962-2008年间人口变化图示

比西拉佩勒于2022年1月1日时的人口数量为53人。